# Aşkın Karaca
Aşkın Karaca (né le 20 octobre 1990) est un athlète turc, spécialiste du triple saut.
Sa meilleure marque et son meilleur résultat est un saut à 16,10 m, réalisé en tant que junior pour remporter la médaille d'argent à Novi Sad.
Son précédent résultat était un 15,66 m réalisé à Izmir en 2008. Il avait participé aux 12e IAAF World Junior Championships de Bydgoszcz en étant éliminé avec 15,51 m. Le 8 mai 2013, il porte son record à 16,30 m à Adana, puis le 28 juillet de la même année à 16,51 m à Stara Zagora.